# Segle Africà
El Segle Africà és un terme que s'ha utilitzat per a expressar la creença o esperança que el segle xxi s'assolirà la pau, la prosperitat i el renaixement cultural a Àfrica o que és utilitzat per a expressar la necessitat que així sigui. Amb aquests sentits ha estat utilitzat pels polítics sud-africans Thabo Mbeki i Nkosazana Dlamini-Zuma, el cap executiu de la corporació Chevron, David J. O'Reilly, el Secretari del Tresor dels Estats Units Paul O'Neill i el cantant Bono L'estabilitat i prosperitat de la República de Sud-àfrica des de la caiguda de l'apartheid sovint és utilitzada com a exemple del fet que aquesta evolució és possible. La creació de la Unió Africana el 2002 és vista com un dels primers passos en aquesta evolució. A més a més, l'última dècada del segle XX va portar molta esperança. La darrera colònia africana, Namíbia va esdevenir independent al començament de la seva última dècada de la seva submissió a Sud-àfrica i hi va haver una revifalla de la democràcia a moltes zones d'Àfrica. De totes maneres, l'esperança del que el segle XXI seria per a Àfrica va canviar ràpidament. Degut al conflicte del Darfur, la manipulació de diverses eleccions per part dels líders africans, i els problemes de la sida, la malària i l'educació. Però molts líders africans reconeixen que per assolir l'emancipació econòmica i social que faci realitat que el segle xxi sigui el Segle Africà és necessari invertir en pau, salut i educació
El 2009 es va crear un holding financer homònim, l'objectiu del qual és que arribi el finançament al continent africà, al mateix temps que la gent d'aquest continent tingui ple accés a l'energia. El seu nom és African Century Capital Group.
El 24 de Novembre, el diari The Globe and Mail va publicar un article firmat per Doug Saunders en el que justificava que el segle actual és el segle africà segons consideracions macroeconòmiques: Mentre l'economia decreix a Occident i s'estanca a la Xina, el Continent africà va detectar un creixement del 5% i sis de les deu economies que han crescut és ràpidament el 2012 estan al continent africà; per primera vegada, des de 1981 hi ha menys de la meitat dels africants que viuen en l'absoluta pobresa; el consum per capita a l'Àfrica també augmenta entre un 3.4 i un 3.7 anual, així com el consum elèctric i de les telecomunicacions. Diu que això és degut a les matèries primeres, però també al creixement de l'agricultura, comerç i urbanització. Tot i la visió optimista del continent africà, el mateix document no exclou els problemes que pateix.